# Vadsø (cidade)
Vadsø é uma cidade do condado de Troms og Finnmark, no norte da Noruega.

## Comunicações
A cidade é atravessada pela estrada europeia E75. 
Os navios traficando a linha marítima Hurtigruten passam diariamente pelo porto da cidade.